# 薛珠麗
薛 珠麗（せつ しゅれい、Shurei Sit、1970年4月11日 - 2023年7月30日）は、日本の演出家、劇作家、戯曲翻訳家である。
神奈川県横浜市出身、国際基督教大学卒。英米人演出家の通訳として演劇活動を始め、やがて戯曲翻訳、演出補と活動を広げていき演出や劇作にも進出。
英語と日本語、ストレートプレイとミュージカルを専門とする。

## 人物
横浜市出身。中華街で育ち、幼稚園からインターナショナル・スクールに通う。国際基督教大学教養学部語学科を卒業。専攻はコミュニケーション。
出生時より国籍は日本であり、薛珠麗は通名である。

## 来歴
- 1992年 宮本亜門のミュージカル・スタッフ・ワークショップに1年間参加[2]
- 1994年 tpt（シアタープロジェクト・東京）に丁稚奉公に入り、修行を開始[2]
- 1995年 英米人演出家の通訳となる[2]
- 1998年 戯曲翻訳に進出[2]
- 2002年 演出に進出[2]
- 2007年 tptを離れる[2]
- 2008年 劇作に進出[2]
- 2009年 第1回小田島雄志・翻訳戯曲賞を受賞[2]
- 2012年 演劇通訳を引退、主軸を戯曲翻訳と演出へ移す[2]。『英語で読むミュージカル』の活動を開始[2]

## 参加作品等

### 演出
- 2002年 『蜘蛛女のキス』（ベニサン・ピット、tpt製作）[2]
- 2005年 『CLOSER』（ベニサン・ピット、tptワークショップ）[2]
- 2006年 『橋の上の男』（シアターX、ギィ・フォワシィシアター）[2]
- 2007年 『ストレス解消センター行き／母からの手紙』（銀座みゆき館劇場、ギィ・フォワシーシアター）[2]
- 2013年 『楽屋〜流れ去るものはやがてなつかしき〜』（音楽実験室、新世界）[2]

### 劇作&演出補&演出家通訳
- 2008年 『1945』（世田谷パブリックシアター、共作及び演出：ロバート・アラン・アッカーマン）[2]

### 戯曲翻訳&演出補／演出助手／演出家アシスタント&通訳
- 1999年 『愛の勝利』（作：マリヴォー、演出：デヴィッド・ルヴォー、tpt製作、ベニサン・ピット）[2]
- 1999年 『橋からの眺め』（作：アーサー・ミラー、演出：ロバート・アラン・アッカーマン、tpt製作、ベニサン・ピット）[2]
- 1999年 『債鬼』（作：ストリンドベリ、演出：ジョナサン・バトレル、tpt製作、ベニサン・ピット）[2]
- 1999年 『令嬢ジュリー』（作：ストリンドベリ、演出：デヴィッド・ルヴォー、tpt製作、ベニサン・ピット）[2]
- 2000年 『Naked-裸』（作：ピランデッロ、演出：デヴィッド・ルヴォー、tpt製作、ベニサン・ピット）[2]
- 2000年 『地獄のオルフェ』（作：テネシー・ウィリアムズ、演出：ジョナサン・バトレル、tpt製作、ベニサン・ピット）[2]
- 2001年 『ブルー・ルーム』（作：デヴィッド・ヘアー、演出：デヴィッド・ルヴォー、tpt製作、ベニサン・ピット）[2]
- 2004年 『エンジェルス・イン・アメリカ』（作：トニー・クシュナー、演出：ロバート・アラン・アッカーマン、tpt製作、ベニサン・ピット）[2]
- 2007年 『エンジェルス・イン・アメリカ』（作：トニー・クシュナー、演出：ロバート・アラン・アッカーマン、tpt製作、ベニサン・ピット）[2]
- 2008年 『バーム・イン・ギリヤド』（演出：ロバート・アラン・アッカーマン、シアターモリエール）[2]
- 2009年 『ストーン夫人のローマの春』（作：テネシー・ウィリアムズ、演出：ロバート・アラン・アッカーマン、パルコ劇場）[2]

### 戯曲翻訳
- 1998年 『勝利』（作：ストリンドベリ、tpt製作、ベニサン・ピット）[2]
- 2006年 『スラブ・ボーイズ』（演出：千葉哲也、tpt製作、ベニサン・ピット）[2]
- 2007年 ミュージカル『the Who's TOMMY』（演出：いのうえひでのり、日生劇場）[2]
- 2009年 ミュージカル『ナイン』（ル・テアトル銀座、演出：G2、ル・テアトル銀座）[2]
- 2010年 ミュージカル『キャバレー』（演出：小池修一郎、ホリプロ製作、日生劇場）[2]
- 2010年 『ハーパー・リーガン』（演出：長塚圭史  パルコ劇場）[2]
- 2012年 ミュージカル『キャバレー』（再演）[2]

### 演出補／演出助手／演出家アシスタント&通訳
- 1995年 『葵上／班女』（演出：デヴィッド・ルヴォー、tpt製作、ベニサン・ピット）[2]
- 1996年 『エレクトラ』（演出：デヴィッド・ルヴォー、tpt製作、ベニサン・ピット）[2]
- 1996年 『マクベス』（銀座セゾン劇場、演出：デヴィッド・ルヴォー、tpt製作）[2]
- 1997年 『イサドラ』（演出：ロバート・アラン・アッカーマン、tpt製作、ベニサン・ピット）[2]
- 1997年 『署名人／マッチ売りの少女』（演出：ジョン・クローリー、tpt製作、ベニサン・ピット）[2]
- 1998年 『娘に祈りを』（演出：ロバート・アラン・アッカーマン、tpt製作、ベニサン・ピット）[2]
- 1989年 『ルル』（演出：デヴィッド・ルヴォー、tpt製作、ベニサン・ピット）[2]
- 2000年 『LONG AFTER LOVE』（tpt製作、ベニサン・ピット）[2]
- 2000年 『薔薇の花束の秘密』（演出：ロバート・アラン・アッカーマン、tpt製作、ベニサン・ピット）[2]
- 2000年 『蜘蛛女のキス』（演出：ロバート・アラン・アッカーマン、tpt製作、ベニサン・ピット）[2]
- 2001年 『ガラスの動物園』（演出：ロバート・アラン・アッカーマン、tpt製作、ベニサン・ピット）[2]
- 2001年 『結婚』（演出：ロバート・アラン・アッカーマン、tpt製作、ベニサン・ピット）[2]
- 2002年 『bash』（演出：デヴィッド・ゴサード、tpt製作、ベニサン・ピット）[2]
- 2002年 『BENT』（演出：ロバート・アラン・アッカーマン、tpt製作、ベニサン・ピット）[2]
- 2003年 『トイヤー』（　演出：ロバート・アラン・アッカーマン、tpt製作、東京グローブ座）[2]
- 2003年 『ヴァージニア・ウルフなんかこわくない?』（演出：アリ・エデルソン、tpt製作、ベニサン・ピット）[2]
- 2003年 『時間ト部屋』（演出：トーマス・ニーハウス、tpt製作、ベニサン・ピット）[2]
- 2003年 『シカゴの性倒錯』（演出：アリ・エデルソン、tpt製作、ベニサン・ピット）[2]
- 2004年 『TRUE WEST』（演出：アリ・エデルソン、tpt製作、東京グローブ座）[2]
- 2004年 『楡の木陰の欲望』（演出：ロバート・アラン・アッカーマン、tpt製作、シアター1010）[2]
- 2004年 『三人姉妹』（演出：ロバート・アラン・アッカーマン、tpt製作、ベニサン・ピット）[2]
- 2005年 『ナイン THE MUSICAL』（演出：デヴィッド・ルヴォー、tpt製作 、アートスフィア）[2]
- 2006年 『アンデルセン・プロジェクト』（演出：ロベール・ルパージュ 、世田谷パブリックシアター）[1]
- 2007年 『ヴェニスの商人』（演出：グレゴリー・ドーラン 、ホリプロ製作）[1]
- 2012年 『ルドルフ THE LAST KISS』（演出：デヴィッド・ルヴォー、帝国劇場）[1]

### 翻訳&海外アーティストと日本人演出家との間の通訳
- 2005年 コンサート『MITSUKO』（ウィーンで一晩限りの公演、作演出：小池修一郎、作曲：フランク・ワイルドホーン）[2]
- 2006年 ミュージカル『NEVER SAY GOODBYE -ある愛の軌跡-』（宝塚歌劇団宙組、作演出：小池修一郎、作曲：フランク・ワイルドホーン）[2]
- 2008年 ミュージカル『スカーレット・ピンパーネル』（宝塚歌劇団星組、演出：小池修一郎、作曲：フランク・ワイルドホーン）[2]
- 2010年 コンサート『MITSUKO／Frank & Friends』（Bunkamura オーチャードホール、作演出：小池修一郎、作曲：フランク・ワイルドホーン）[2]
- 2010年 ミュージカル『スカーレット・ピンパーネル』 （宝塚歌劇団月組、演出：小池修一郎、作曲：フランク・ワイルドホーン）[2]
- 2011年 ミュージカル『MITSUKO』（梅田芸術劇場、中日劇場、青山劇場公演、作演出：小池修一郎、作曲：フランク・ワイルドホーン）[2]

### 『英語で読むミュージカル』講師
- 第1回 『レ・ミゼラブル』 2012年[2]3月17日[要出典]
- 第2回 『オペラ座の怪人』 2012年[2]10月28日[要出典]
- 第3回 『レ・ミゼラブル』 2012年[2]11月23日[要出典]
- 第4回 『RENT』 2013年[2]3月30日[要出典]
- 第5回 『特別編』 2014年[1]8月9日[要出典]

### 海外アーティストの通訳
- 2005年 - 2012年 フランク・ワイルドホーン来日の際の全ての通訳[2]
- 2007年 『世界陸上』開会式出演の際のサラ・ブライトマンの通訳[2]
- 2011年 映画監督スティーヴン・ソダーバーグの宝塚歌劇団訪問の際の通訳[2]

### 制作助手
- 1996年 『DORA〜100万回生きたねこ』（ホリプロ製作、東京芸術劇場）[2]

### 大道具付き通訳
- 1995年 ミュージカル『回転木馬』（帝国劇場）[2]
- 1996年 ミュージカル『蜘蛛女のキス』（アートスフィア〈現：銀河劇場〉）[2]

### 美術家付き通訳
- 1994年 『ヘッダ・ガブラー』（演出：デヴィッド・ルヴォー、美術：ヴィッキー・モーティマー、tpt製作、ベニサン・ピット）[2]
- 1994年 『エリーダ〜海の夫人〜』（演出：デヴィッド・ルヴォー、美術：ヴィッキー・モーティマー、tpt製作、ベニサン・ピット）[2]
- 1994年 『双頭の鷲』（演出：デヴィッド・ルヴォー、美術：ヴィッキー・モーティマー、tpt製作、ベニサン・ピット）[2]
- 1995年 『チェンジリング』（演出：デヴィッド・ルヴォー、美術：ヴィッキー・モーティマー、tpt製作、ベニサン・ピット）[2]
- 1995年 『三人姉妹』（演出：デヴィッド・ルヴォー、美術：ヴィッキー・モーティマー、tpt製作、ベニサン・ピット）[2]
- 1995年 『渦巻』（演出：宮本亜門、美術：ルーシー・ホール、tpt製作、ベニサン・ピット）[2]
- 1997年 『白夜』（演出：大鷹明良、美術：パメラ・マクベイン、tpt製作、ベニサン・ピット）[2]

### 監督アシスタント&翻訳　劇場用映画
- 2008年 『ラーメンガール』（ロバート・アラン・アッカーマン監督 ブリタニー・マーフィ、西田敏行主演）[2]

### 歌詞を提供した楽曲
- 2002年 岡幸二郎アルバム『ベスト・ミュージカル 4 Knights』 - 『Love Changes Everything』訳詞[2]
- 2005年 岡幸二郎アルバム『Love Collection』 - 『幸せをかぞえて』作詞[2]

## 受賞歴
- 2009年 第1回小田島雄志・翻訳戯曲賞[3]